# Pierre le Pelley III
Pierre le Pelley III (1790 – 1839) è stato il quindicesimo Signore di Sark dal 1820 fino alla sua morte.
Figlio di Pierre le Pelley II, ereditò il titolo alla morte del padre, nel 1820.
Nel 1829 terminò la costruzione della chiesa iniziata dal padre e dedicata a San Pietro. Sua fu l'idea di avviare insieme a John Hunt nel 1837 una miniera di rame, piombo ed argento (un locale, cercando di recuperare un coniglio che aveva abbattuto, rinvenne infatti delle rocce ricche di argento) il cui crollo causerà nel 1847 il collasso economico della famiglia e la cessione del titolo feudale.
Trovò la morte annegando durante una tempesta ed il suo corpo non fu mai ritrovato. Non avendo generato eredi, gli succedette il fratello, Ernest le Pelley.